# Hrazánky
Hrazánky jsou vesnice, část obce Hrazany v okrese Písek v Jihočeském kraji. Leží jeden kilometr jižně od Hrazan. Přestože Hrazánky jsou větší a sídlí v nich obecní úřad.
Od roku 1894 je ve vesnici Sbor dobrovolných hasičů, dnes (2009) má přes 50 členů. V roce 1954 byl založen fotbalový tým Sokol Hrazánky, o sedm let později dostal vlastní fotbalové hřiště. Ve vsi se také nachází knihovna.

## Historie
První písemná zmínka o vesnici pochází z roku 1373. Je sice mladší než sousední Hrazany. O tom svědčí její název: Hrazánky – malé Hrazany. Ale vzhledem k tomu, že do katastru obce patří veškerá úrodná půda až k nedalekému Dobrošovu, dá se usuzovat, že je obec starší než Dobrošov. Po husitských válkách a vyplenění milevského kláštera po roce 1429 se začal o majetek kláštera zajímat císař Zikmund, od kterého získali Zvíkov a přilehlé obce Rožmberkové.
Ves patřila pod zprvu rychtu kovářovskou. Později po rozdělení na část kovářovskou a hrazanskou, se staly Hrazánky součástí tzv. hrazanské rychty spolu s osadami Dobrošov, Hrazany, Klisín, Mašov, Kojetín a dnes již zaniklý Skoronín až do zrušení poddanství roku 1848.
Po Rožmbercích připadly Hrazany a Hrazánky do majetku Švamberků. Roku 1575 prodal císař Maxmilián II. zvíkovské a milevské panství Kryštofovi ze Švamberka. Mezi prodanými vesnicemi jsou uvedeny i Hrazánky.
Roku 1584 dostal Jiří ze Švamberka podílem zámek Orlík s vesnicemi Pechova Lhota, Klisín, Dobrošov, Hrazany, Hrazánky, Mašov, Kovářov.
Císař Ferdinand II. po bitvě na Bílé Hoře zkonfiskoval majetek Švamberků a prodal jej 1623 Janu Oldřichu z Eggenberga. Od roku 1719 po vymření Eggenbergů majetek rodu přešel dědictvím na rod Schwarzenbergů.
Vznik jednotřídní školy se datuje roku 1894. Aby děti nemusely docházet do pět kilometrů vzdálených Petrovic, bylo zažádáno o zřízení školy v nedalekých Hrazanech. Nedopatřením došlo k tomu, že stavba školy byla schválena pro obec Hrazánky. Vznikly z toho spory, které měly za důsledek to, že povolení bylo odvoláno. Nakonec si místní občané postavili 1889 dům a dodatečně požádali o povolení petrovickou školu, aby zde byla zřízena její expozitura. Od roku 1900 bylo zahájeno vyučování a škola byla posléze zásluhou starosty Jan Jiřího Krejčího v roce 1923 prohlášena za samostatnou. V současné domě škola v Hrazánkách již není, byla zrušena.

## Obyvatelstvo
| Rok            | 1869 | 1880 | 1890 | 1900 | 1910 | 1921 | 1930 | 1950 | 1961 | 1970 | 1980 | 1991 | 2001 | 2011 | 2021 |
| -------------- | ---- | ---- | ---- | ---- | ---- | ---- | ---- | ---- | ---- | ---- | ---- | ---- | ---- | ---- | ---- |
| Počet obyvatel | 208  | 170  | 158  | 160  | 138  | 139  | 132  | 102  | 110  | 103  | 113  | 102  | 92   | 106  | 105  |
| Počet domů     | 20   | 20   | 23   | 24   | 26   | 27   | 27   | 25   | 25   | 25   | 30   | 35   | 36   | 38   | 40   |

## Pamětihodnosti
- Kaple ve vsi je zasvěcena svatému Janu Nepomuckému. Kaple je z 19. století.[12]
- Kamenný kříž rodiny Souhradovy se nachází u dnes již zrušené cesty do Hrazan.
- Kříž z roku 1949 je u komunikace z Milevska vedoucí k vesnici.
- Další kamenný kříž se nalézá těsně za vesnicí u komunikace do Hrazan.

## Slavní rodáci
- Ve vesnici v domku čp. 4 často trávil své dětství prezident Emil Hácha. Jeho otec Josef odsud pocházel.[6] V roce 1939 bylo toto stavení přestavěno.
- Z tohoto statku také pocházela matka petrovického kaplana a pozdějšího kanovníka Vyšehradské kapituly Eduarda Šittlera Josefa Háchová.[6]
- Ve vesnici se v domku čp.12 v rodině Josefa Bardy narodil 29.5. 1885 Václav Barda, sochař a ředitel kamenické školy na ostrově Brač později na Korčule. Jeho nejznámější kamenická práce, kterou realizoval společně se svým bratrem Jaroslavem, je pomník Lva Nikolajeviče Tolstého na Brači.[9]
- Dále se v Hrazánkách narodil jeho bratr, také sochař Jaroslav Barda. Jeho pomníky jsou v Kovářově, Petrovicích, Chyškách.[13]

## Galerie

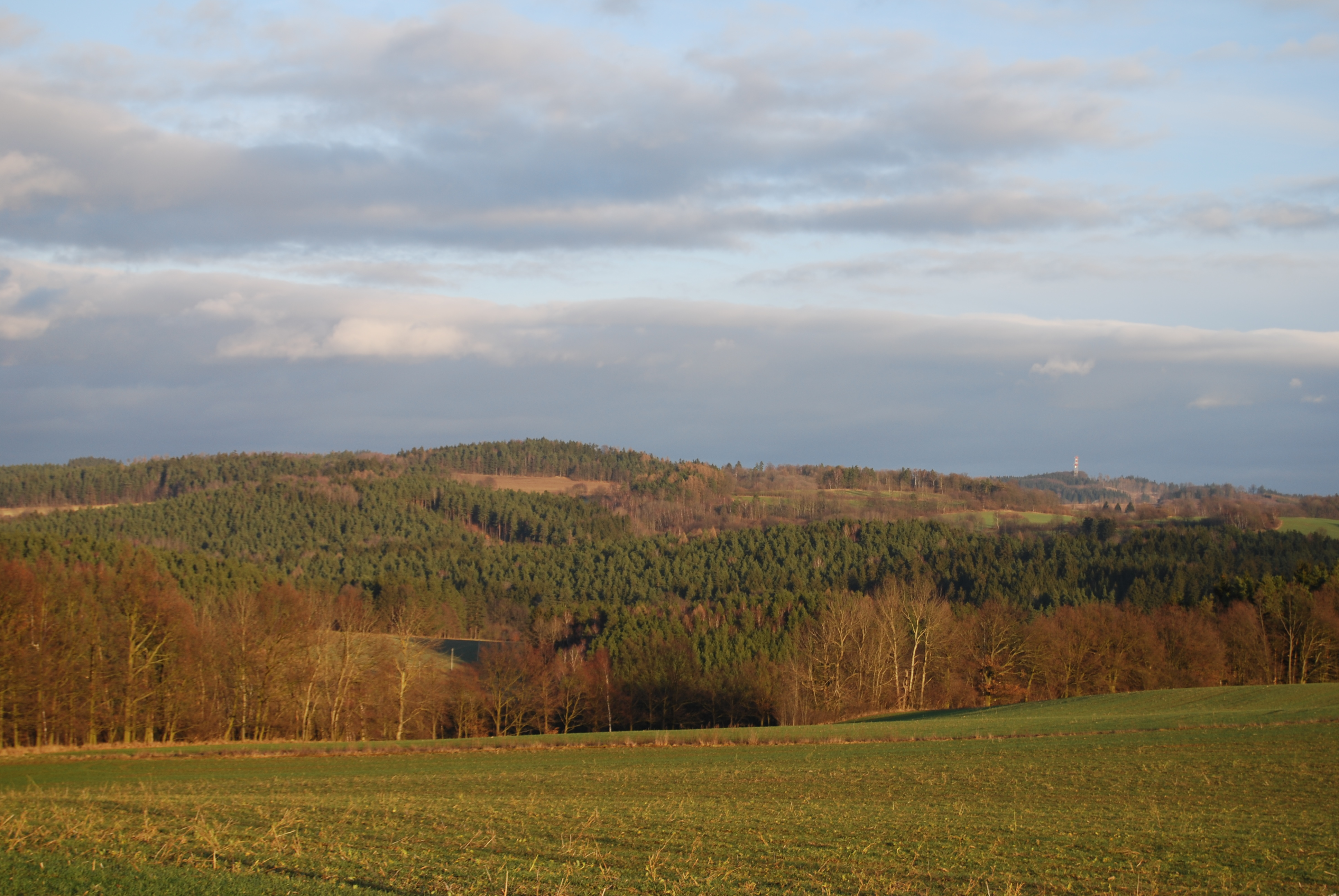
Pohled na okolí vesnice
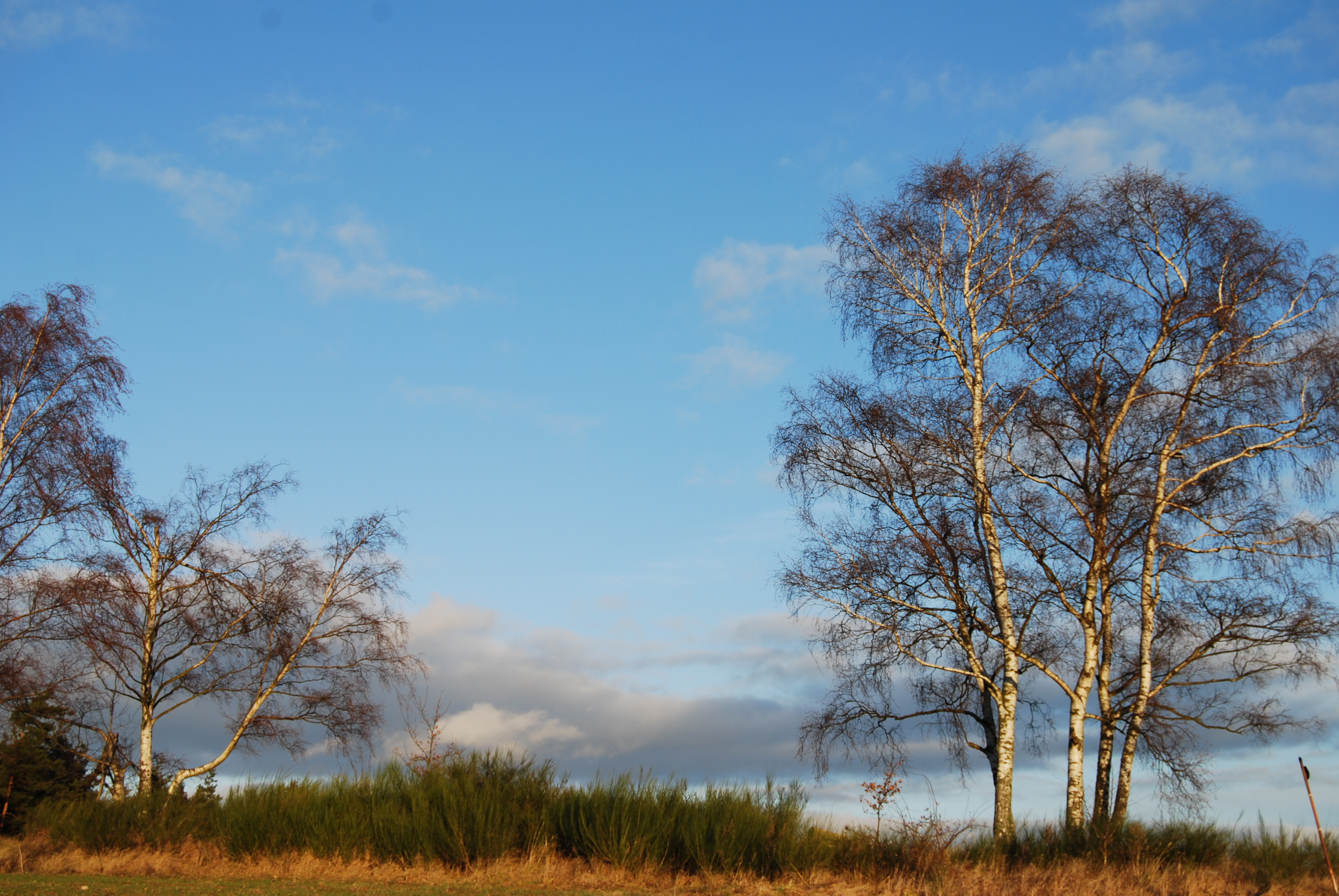
Pohled na okolí vesnice
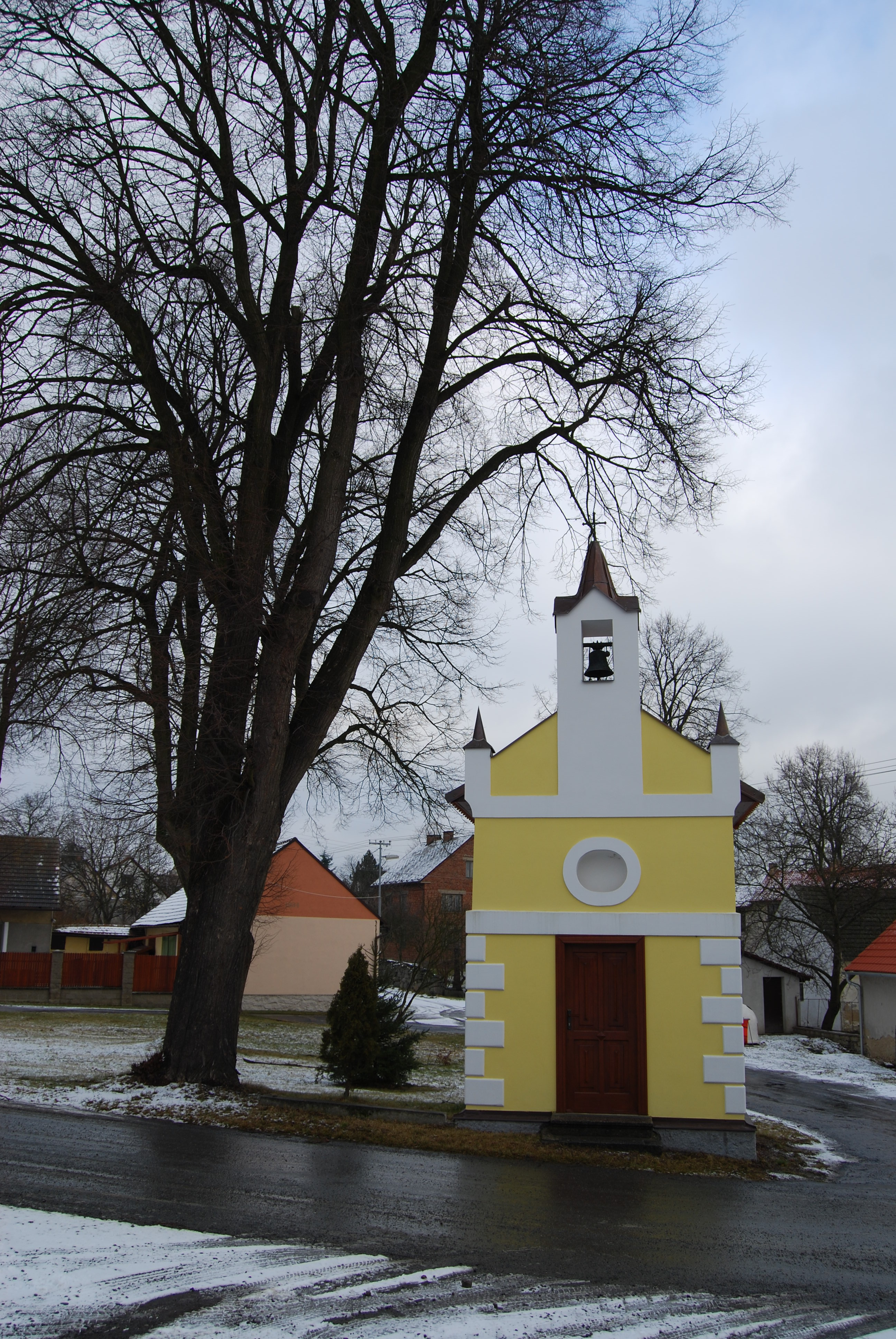
Kaple svatého Jana Nepomuckého
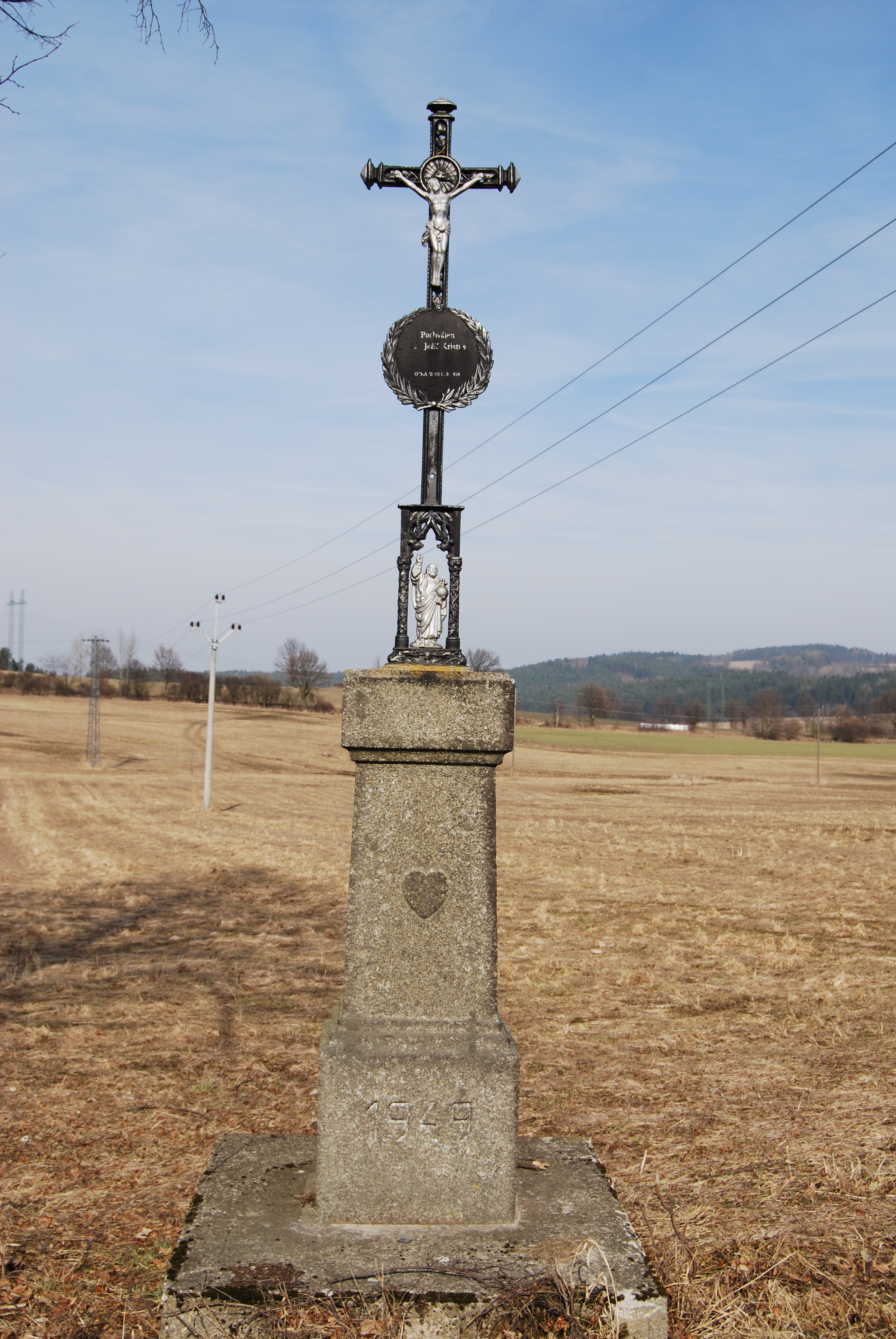
Kříž z roku 1949
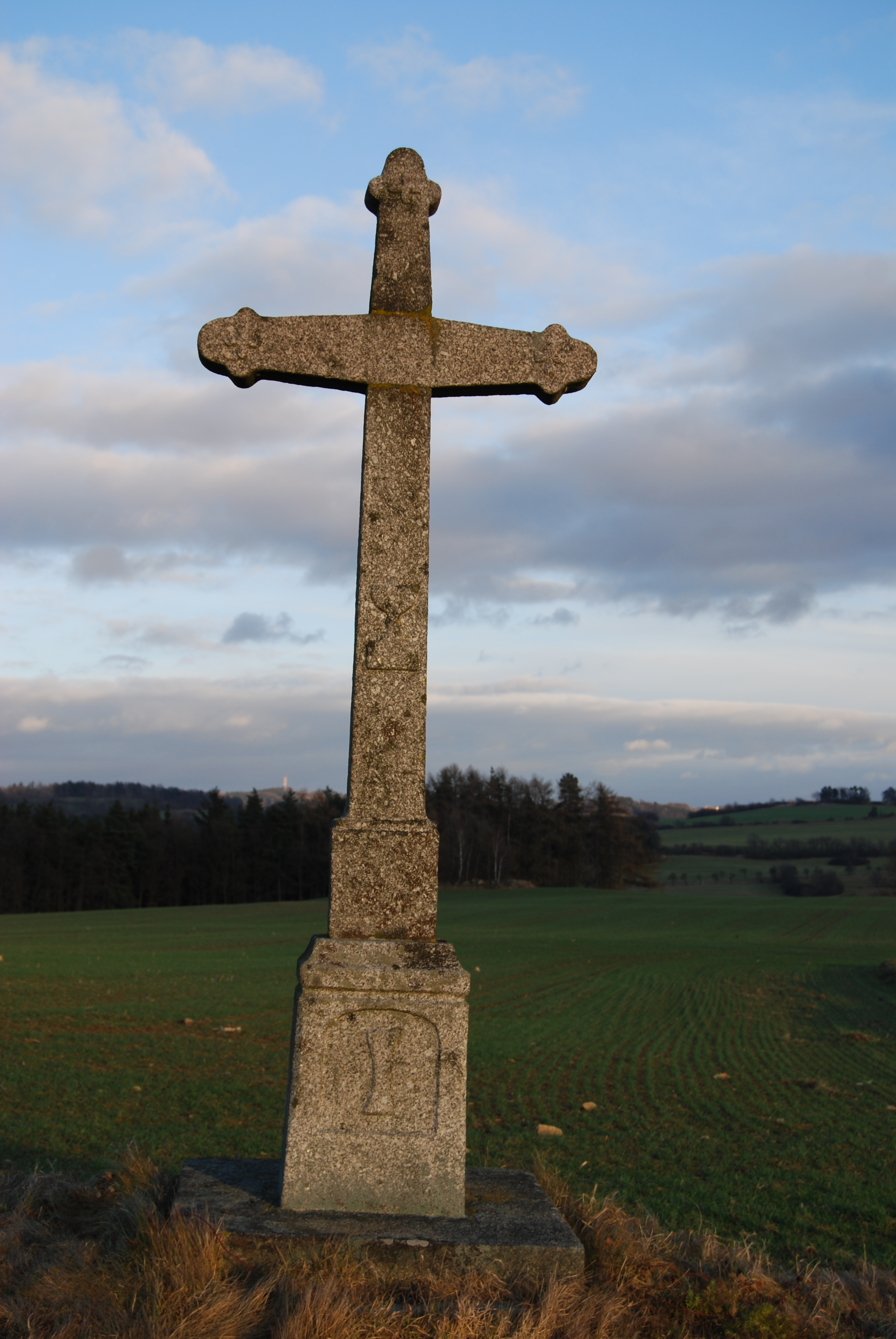
Kříž rodiny Souhradovy